# Headlands Center for the Arts
Das Headlands Center for the Art ist ein multidisziplinäres, internationales Kunstzentrum in den Marin Headlands in Marin County, Kalifornien, das für seine Artist in Residence Programme bekannt ist. Das Alumni-Netzwerk regionaler, nationaler und internationaler Künstler  umfasst über 1.400 Personen.
Nachdem sich der National Park Service 1972 den stillgelegten Militärgebäuden von Fort Barry angenommen und mehrere Nonprofits als Partner gewonnen hatte, wurde das Kunstzentrum 1982 von Künstlern, Aktivisten und Bürgern als Headlands Arts Center gegründet. 1989 erhielt es seinen heutigen Namen: Headlands Center for the Art.
Der Campus besteht u. a. aus Künstler-Studios, Wohnstätten, einer Künstlerbibliothek und öffentlichem Raum.
Das Kunstzentrum kooperiert beim Richard Diebenkorn Teaching Fellowship mit dem San Francisco Art Institute und beim Larry Sultan Photography Award mit dem Museum Pier 24 Photography, dem California College of the Arts und dem San Francisco Museum of Modern Art.